# Hemisobium hammersteini
Hemisobium hammersteini är en insektsart som beskrevs av Schmidt 1911. Hemisobium hammersteini ingår i släktet Hemisobium och familjen sköldstritar. Inga underarter finns listade i Catalogue of Life.